# Trichoplusia ciliaris
Trichoplusia ciliaris är en fjärilsart som beskrevs av Walker 1857. Trichoplusia ciliaris ingår i släktet Trichoplusia och familjen nattflyn. Inga underarter finns listade i Catalogue of Life.